# Exoprosopa glossops
Exoprosopa glossops är en tvåvingeart som beskrevs av Greathead 2001. Exoprosopa glossops ingår i släktet Exoprosopa och familjen svävflugor.
Artens utbredningsområde är Nigeria. Inga underarter finns listade i Catalogue of Life.